# Hydraena iheya
Hydraena iheya är en skalbaggsart som beskrevs av Manfred A. Jäch och Díaz 1999. Hydraena iheya ingår i släktet Hydraena och familjen vattenbrynsbaggar. Inga underarter finns listade i Catalogue of Life.